# Susanna Kallur
Susanna Kallur, née le 16 février 1981 à Huntington, État de New York aux États-Unis, est une athlète suédoise, pratiquant le 100 mètres haies. 
De 2008 à 2024, elle est la détentrice du record du monde du 60 mètres haies en 7 s 68.

## Biographie
Fille de l'ancien hockeyeur Anders Kallur qui a remporté à de multiples reprises la Coupe Stanley avec les Islanders de New York, elle est également la jumelle de Jenny Kallur, elle aussi athlète et disputant la même épreuve du 100 mètres haies.

### Débuts
En 1998, Kallur glane la médaille de bronze des Championnats du monde juniors d'Annecy sur le 100 m haies. Deux ans plus tard, elle décroche ce titre mondial lors de l'édition 2000 à Kingston mais aussi la médaille de bronze du relais 4 × 100 m.
En 2001 et 2003, elle est éliminée en demi-finale des Championnats du monde d'Edmonton et de Paris. Son meilleur chrono restait à 12 s 74 en séries des mondiaux de 2001. En 2004, la Suédoise termine avant-dernière de sa demi-finale très relevée des Jeux olympiques d'Athènes, malgré un record personnel en 12 s 67.
Lors des Championnats d'Europe en salle 2005, Susanna Kallur remporte son premier titre continental en s'imposant en 7 s 80 devant sa sœur jumelle Jenny Kallur, réalisant le premier doublé de la même famille. En revanche, lors de la saison estivale, elle est éliminée en demi-finale des Championnats du monde d'Helsinki (13 s 05).

### Championne d'Europe et médaillée mondiale en salle (2006)
Elle obtient sa première médaille mondiale lors des Championnats du monde en salle de Moscou où elle décroche le bronze en 7 s 87, derrière l'Irlandaise Derval O'Rourke (7 s 84) et l'Espagnole Glory Alozie (7 s 86). Après deux victoires en Golden League à Paris et Rome, elle est favorite pour les Championnats d'Europe se déroulant dans son pays. Lors de ses championnats, Kallur s'impose en 12 s 59.

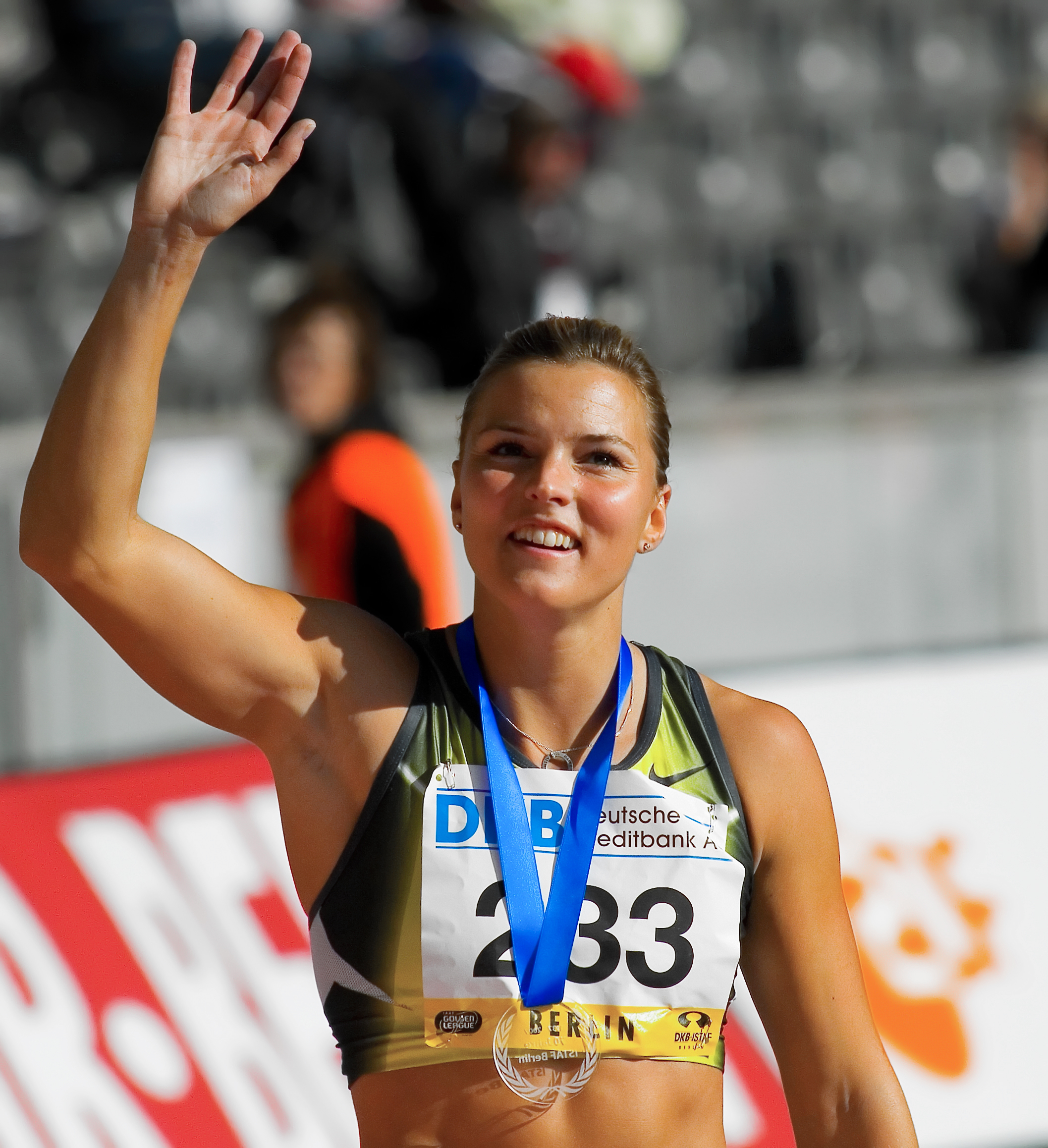
Susanna Kallur lors du meeting ISTAF Berlin en 2007

En mars 2007, Susanna Kallur conserve son titre européen en salle. Pour les Championnats du monde 2007 à Osaka, elle ne termine qu'à la quatrième place (12 s 51). Par la suite, elle bat la championne du monde en titre Michelle Perry lors de la démonstration de la Golden League. Le 16 septembre, à Berlin, Kallur améliore son record personnel de trois centièmes, le portant à 12 s 49. Elle arrive deuxième au Jerringpriset, titre de sportif suédois de l'année 2007 décerné par vote du public, derrière le footballeur Zlatan Ibrahimović.

### Record du monde du 60 m haies et blessures (2008)
Le 10 février 2008, à Karlsruhe, la Suédoise crée la surprise en battant le record du monde du 60 m haies en 7 s 68, record qu'avait établie sa compatriote Ludmila Engquist le 4 février 1990 à Tcheliabinsk (7 s 69). Cette marque ne sera améliorée que 16 ans plus tard, le 11 février 2024, par la Bahaméenne Devynne Charlton, qui signera le temps de 7 s 67.
Favorite des Championnats du monde en salle 2008, elle est toutefois victime d'une fracture de fatigue du tibia durant l'échauffement alors qu'elle était parvenue à passer sans problème le cap des séries (7 s 87).
Lors des Jeux olympiques de 2008 à Pékin, Kallur heurte la première haie en demi-finale et chute. Faisant pourtant partie des favorites, elle sera privée de finale olympique.
Cet évènement marque un coup d'arrêt à sa carrière : après une année 2009 totalement blanche, Susanna fait l'impasse sur les championnats du monde en salle de 2010. Elle effectue son grand retour le 31 mai 2010, alors que sa dernière course datait d'août 2008, en 13 s 14 en Espagne. Susanna parvient à améliorer sa meilleure performance de la saison à New York en 12 s 78, le 12 juin. Cependant, la jeune femme est contrainte de déclarer forfait pour les Championnats d'Europe 2010, où elle ne peut pas défendre son titre acquis dans son pays en 2006 car elle s'est mal remise d'une infection. En 2011, Susanna fait à nouveau l'impasse sur les Championnats d'Europe en salle de Paris pour se tourner vers les Championnats du monde de Daegu où elle ne participe finalement pas aux séries, sa blessure n'étant pas complètement guérie.

### Retour international avec les Championnats d'Europe d'Amsterdam et les Jeux olympiques de Rio (2016)
En 2016, Kallur n'a pas concouru en compétition depuis ses 12 s 78 de New York le 12 juin 2010. Après des blessures et une maternité, la Suédoise fait son grand retour sur les pistes lors du meeting de Karlsruhe où elle a battu le record du monde en 2008. C'est d'ailleurs son premier 60 m haies depuis les Championnats du monde en salle de Valence en mars de la même année. En série, elle réalise un temps très convaincant de 8 s 14, puis égale cette performance en finale. Du restant de l'année, elle ne participe à aucun autre meeting, ni aux Championnats du monde de Pékin.
En 2016, elle ouvre sa saison par un 60 m à Falun le 30 janvier où elle réalise 7 s 42. Le 13 février, lors des Nordenkampen à Växjö, Kallur se classe deuxième du 60 m derrière la Nigériane Ezinne Okparaebo, dans un très bon temps de 7 s 35, non loin de son record à 7 s 24 de 2007. Elle remporte par la suite le titre national du 60 m le 27 février en 7 s 34.
Elle est annoncée comme participante pour le meeting de Stockholm le 16 juin 2016 : en tête jusqu'à la 5e haie, Kallur se classe 5e de la course en 13 s 00, un comeback très encourageant,. Elle porte sa meilleure marque de la saison le 25 juin à Kuortane en 12 s 91.
Le 16 août, elle participe aux Jeux olympiques de Rio et se classe 5e de sa série en 13 s 04, n'avançant pas pour les demi-finales.

### Euro en salle puis retraite (2017)
Après avoir annulé ses deux premiers meetings de la saison hivernale à cause d'une maladie, Susanna Kallur ouvre finalement sa saison le 11 février à l'occasion du match nordique : elle remporte la course en 8 s 06, réalisant les minimas pour les Championnats d'Europe en salle de Belgrade.
Le 24 février, elle annonce qu'elle mettra fin à sa carrière juste après l'Euro en salle et espère à cette occasion entrer en finale. Lors de cette compétition, Kallur parvient à se qualifier pour la finale avec un temps de 8 s 12. Lors de cette finale chaotique avec deux faux faux-départs et un « relevez-vous », la Suédoise termine à la 8e place en 8 s 14, à relative distance du podium (bronze pour Pamela Dutkiewicz en 7 s 95). Elle sera ovationnée par le public pour son incroyable carrière. Début juillet, elle annonce être enceinte et attendre son deuxième enfant.
En 2018, elle devient détentrice du record des États-Unis du 60 m haies en salle, à la faveur de la découverte d'une imprécision dans la formulation des règles régissant de tels records. En tant que citoyenne américaine, et bien que concourant sous les couleurs de la Suède, elle est éligible à détenir un tel record, qui est ratifié en même temps que la règle est corrigée.

## Palmarès
| Date | Compétition                         | Lieu           | Résultat | Épreuve     | Temps   |
| ---- | ----------------------------------- | -------------- | -------- | ----------- | ------- |
| 1998 | Championnats du monde juniors       | Annecy         | 3e       | 100 m haies | 13 s 77 |
| 2000 | Championnats d'Europe en salle      | Gand           | 6e       | 60 m haies  | 8 s 19  |
| 2000 | Championnats du monde juniors       | Santiago       | 1re      | 100 m haies | 13 s 02 |
| 2000 | Championnats du monde juniors       | Santiago       | 3e       | 4 × 100 m   | 44 s 78 |
| 2002 | Championnats d'Europe               | Munich         | 7e       | 100 m haies | 13 s 09 |
| 2003 | Championnats du monde en salle      | Birmingham     | 7e       | 60 m haies  | 7 s 97  |
| 2004 | Championnats du monde en salle      | Budapest       | 5e       | 60 m haies  | 7 s 89  |
| 2005 | Championnats d'Europe en salle      | Madrid         | 1re      | 60 m haies  | 7 s 80  |
| 2006 | Coupe d'Europe des nations en salle | Liévin         | 1re      | 60 m haies  | 7 s 95  |
| 2006 | Championnats du monde en salle      | Moscou         | 3e       | 60 m haies  | 7 s 87  |
| 2006 | Coupe d'Europe des nations          | Malaga         | 1re      | 100 m haies | 12 s 69 |
| 2006 | Championnats d'Europe               | Göteborg       | 1re      | 100 m haies | 12 s 59 |
| 2006 | Championnats d'Europe               | Göteborg       | 5e       | 4 × 100 m   | 44 s 16 |
| 2007 | Championnats d'Europe en salle      | Birmingham     | 7e       | 60 m        | 7 s 29  |
| 2007 | Championnats d'Europe en salle      | Birmingham     | 1re      | 60 m haies  | 7 s 87  |
| 2007 | Championnats du monde               | Osaka          | 4e       | 100 m haies | 12 s 51 |
| 2016 | Championnats d'Europe               | Amsterdam      | SF       | 100 m haies | 12 s 96 |
| 2016 | Jeux olympiques                     | Rio de Janeiro | S        | 100 m haies | 13 s 04 |
| 2016 | Finnkampen                          | Tampere        | 1re      | 100 m       | 11 s 53 |
| 2016 | Finnkampen                          | Tampere        | 1re      | 100 m haies | 12 s 95 |
| 2017 | Championnats d'Europe en salle      | Belgrade       | 8e       | 60 m haies  | 8 s 14  |

## Records
| Épreuve     | Temps       | Lieu       | Date              |
| ----------- | ----------- | ---------- | ----------------- |
| 60 m        | 7 s 24      | Birmingham | 3 mars 2007       |
| 50 m haies  | 6 s 67      | Stockholm  | 21 février 2008   |
| 60 m haies  | 7 s 68 (WR) | Karlsruhe  | 10 février 2008   |
| 100 m       | 11 s 30     | Malmö      | 22 août 2006      |
| 100 m haies | 12 s 49     | Berlin     | 16 septembre 2007 |
| 200 m       | 23 s 32     | Göteborg   | 28 août 2005      |